# 허이역
허이역(중국어: 和义站)은 중국 베이징시 펑타이구 다훙먼 가도 난위안로·허이 동로·허이 서로 교차로에 위치한 베이징 지하철 8호선의 지하철역으로, 2018년 말 8호선 3단계 남부구간 개통과 함께 개장했다.

## 위치
허이역은 남4환외에, 난위안로(난중저우로·남북방향)를 따라 남북으로 배치되어 있다. 허이역은 8호선 최남단의 베이징중저우선(北京中轴线) 지하에 있는 역이다. 노선은 허이역에서 나와 동쪽으로 난위안 동로로 들어간다.

## 구조
허이역은 지하 2층의 섬식 승강장으로 설계되었다. 승강장 남단에 주차선(存车线)이 하나 설치되어 있다.
| 지면층          | 가도                            | A-D출구                          |
| 지하 1층        | 대합실                          | 고객 센터, 자동매표기, 개집표기  |
| 지하 2층 승강장 | ←                               | ■ 8호선 주스커우 방면 (다훙먼난) |
| 지하 2층 승강장 | 섬식 승강장, 왼쪽 출입문이 열림 |                                  |
| 지하 2층 승강장 | →                               | ■ 8호선 잉하이 방면 (둥가오디)   |

## 출구
|                         |                  |  |  |
| 출구                    | 출구 인근        |  |  |
| 出口 · A                | 난위안로(南苑路) |  |  |
| 出口 · B                | 난위안로(南苑路) |  |  |
| 出口 · C                | 난위안로(南苑路) |  |  |
| 아이콘 설명: 엘리베이터 |                  |  |  |